# Giovan Battista Cavagna

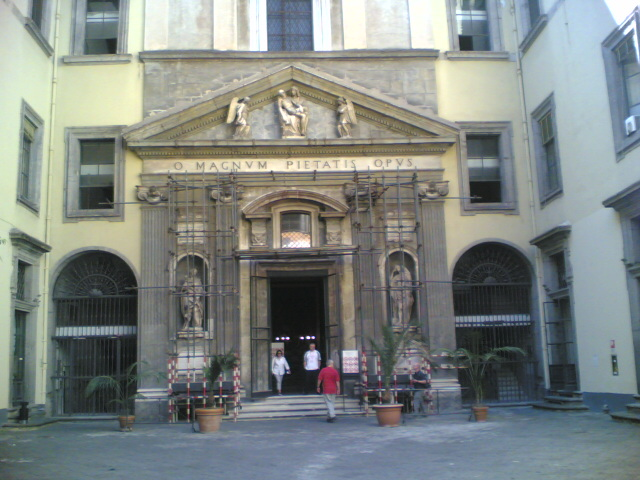
La capilla del Monte di Pietà en Nápoles.

Giovan Battista Cavagna o Cavagni (Roma, ¿? - Loreto, 1613, fl. 1569) fue un arquitecto, ingeniero y pintor italiano de estilo manierista, que trabajó principalmente en Nápoles.
De origen romano, actuó en Nápoles como arquitecto, ingeniero y pintor. En la ciudad partenopea trabajó en dos fases, entre 1572 y 1577, en la construcción de la iglesia de San Gregorio Armeno junto con Giovanni Vincenzo Della Monica (aunque la iglesia fue consagrada al público después de dos años de la fecha de marcha de Cavagna). En el año 1578, a un año de la marcha de Nápoles, se marchó a Roma donde es mencionado junto con el pintor Federico Zuccari y el cónsul Scipione Pulzone en la Accademia di San Luca; desde 1582, junto con el Pulzone, se convirtió en cónsul de la Academia.
A su vuelta a Nápoles, en el 1589 obró en la proyección de importantes edificios de transición del Renacimiento al Manierismo romano, gestando incluso aquellas premisas tipológicas para el desarrollo del Barroco napolitano que serán retomados y desarrollados por los arquitectos de la posterior generación. En este período fueron proyectados el Monte di Pietà de Nápoles, el ábside de Santa Anna dei Lombardi y dirige el taller, tras Francesco Grimaldi, de la basílica de San Paolo Maggiore. Desde el 1595 el arquitecto partenopeo Giovan Giacomo Di Conforto actuó como maestro en los talleres de Cavagna.
Además, Gian Battista Cavagna, entre el 1601 y el 1602, fue nombrado ingeniero de la ciudad para la realización de las fosas del grano, pero su obra en Nápoles terminó definitivamente en el 1605. En el mismo año se convirtió en el arquitecto de la santísima Casa de Loreto. En el 1608 se adscribió la iglesia de San Pietro in Valle en Fano. Murió en Loreto en el 1613.
Como pintor merece recordarse un lienzo de la Presentación en el Templo, fechada en el año 1591 y conservada en España.